# HMS Pandora (1779)
HMS Pandora («Пандо́ра») — британський корабель 18-го століття, відомий завдяки експедиції у Тихому океані для арешту заколотників з корабля «Баунті». Під командуванням капітана Едварда Евдардса прибув до Таїті у травні 1791 р. На зворотному шляху до Англії біля північного узбережжя Австралії наскочив на рифи і затонув.